# 南門涮肉

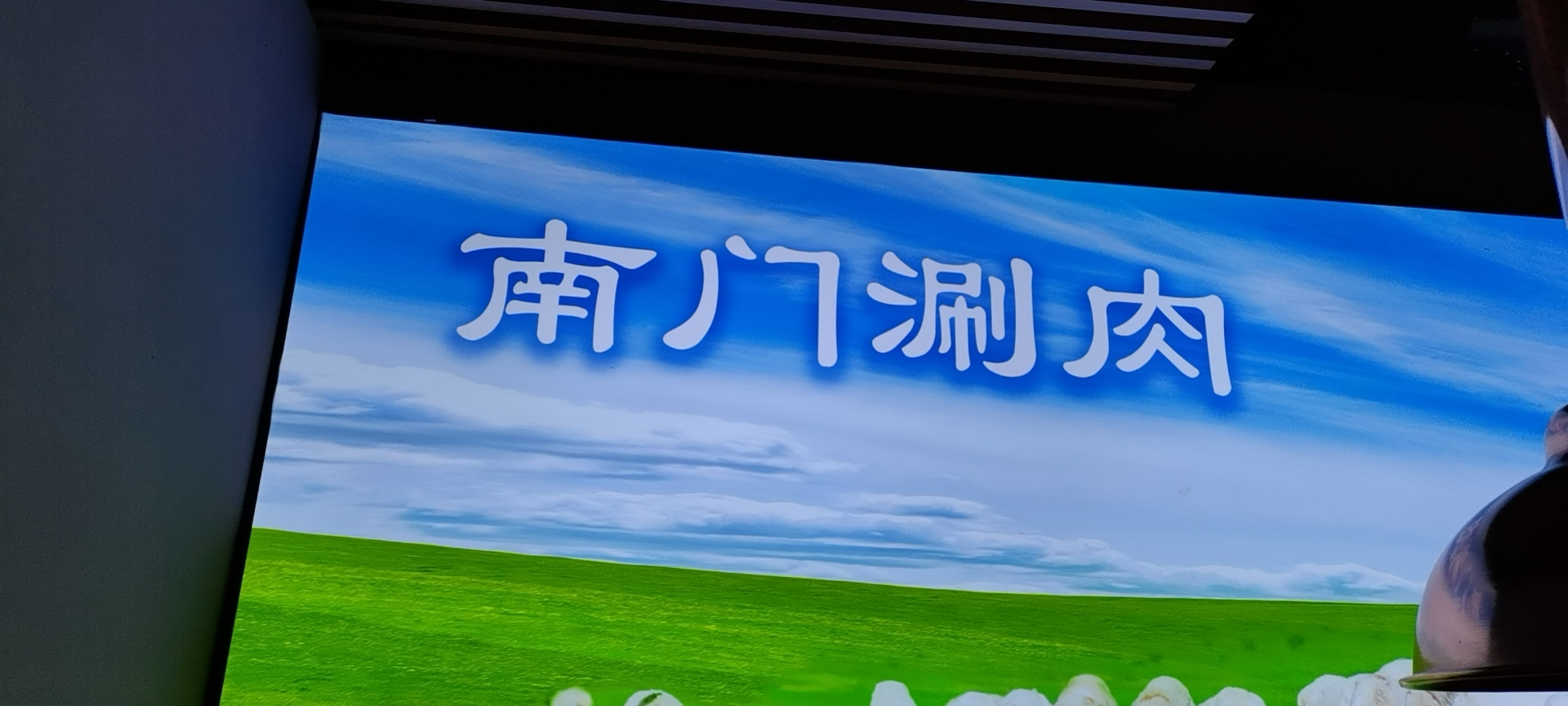
南門涮肉

北京宏源南门涮肉城是中華人民共和國北京市一家總部位於東城區的清真涮羊肉火锅連鎖企業，成立於1995年。2003年11月28日，北京宏源南门涮肉城成立中國共產主義青年團团总支。